# NGC 3331
NGC 3331 је спирална галаксија у сазвежђу Хидра која се налази на NGC листи објеката дубоког неба.
Деклинација објекта је - 23° 49' 14" а ректасцензија 10h 40m 9,0s. Привидна величина (магнитуда) објекта NGC 3331 износи 13,2 а фотографска магнитуда 13,9. NGC 3331 је још познат и под ознакама ESO 501-72, MCG -4-25-56, AM 1037-233, IRAS 10377-2333, PGC 31743.